# Appel d'un inconnu
Pour plus de détails, voir Fiche technique et Distribution.
Appel d'un inconnu (Phone Call from a Stranger) est un film américain réalisé par Jean Negulesco sorti en 1952. 

## Synopsis
L'avocat David Trask quitte sa femme et ses deux filles (pour une raison qui ne sera dévoilée qu'à la fin du film). Il se rend à l'aéroport mais le vol pour Los Angeles est retardé en raison du mauvais temps. Au restaurant de l’aéroport, il fait la connaissance d'autres passagers du même vol : le docteur Robert Fortness, qui boit pour oublier qu'il a causé la mort de plusieurs personnes dans un accident de voiture ; Binky Gay, une femme qui espère devenir actrice et qui ne s'entend plus avec son mari, et Eddie Hoke, un commis voyageur blagueur et farceur qui exhibe fièrement la photo de sa pulpeuse femme.
Les passagers embarquent dans l'avion ; un orage contraint le pilote à se poser en cours de route. Pendant les quelques heures d'attente, les quatre passagers poursuivent leur conversation. Ils échangent leur numéro de téléphone et leur carte de visite avec l'idée de se revoir un jour à Los Angeles. Les passagers reprennent l'avion, mais l'appareil s'écrase : seuls trois personnes ont survécu, dont David Trask. Les trois autres connaissances sont morts. Trask décide d'aller rendre visite aux conjoints de ses compagnons de voyage décédés.

## Fiche technique
- Titre : Appel d'un inconnu
- Titre original : Phone Call from a Stranger
- Réalisateur : Jean Negulesco
- Scénariste : Nunnally Johnson et I.A.R. Wylie
- Production : Nunnally Johnson
- Société de production : 20th Century Fox
- Photographie : Milton R. Krasner
- Montage : Hugh S. Fowler
- Musique : Franz Waxman
- Direction artistique : Hugh S. Fowler et Lyle R. Wheeler
- Costumes : Eloise Jensson et Charles Le Maire
- Pays de production : États-Unis
- Format : Noir et blanc - Son : Mono (Western Electric Recording)
- Genre : Drame psychologique
- Durée : 105 minutes
- Date de sortie : 
  - États-Unis : 1er février 1952
  - France : 12 mai 1952

## Distribution
- Shelley Winters (VF : Marcelle Lajeunesse) : Binky Gay
- Gary Merrill : David L. Trask
- Michael Rennie : Dr. Robert Fortness
- Keenan Wynn : Edmund Vincent 'Eddie' Hoke
- Evelyn Varden : Sallie Carr
- Warren Stevens : Marty Nelson
- Beatrice Straight : Claire Fortness
- Ted Donaldson : Jerry Fortness
- Craig Stevens : Mike Carr
- Helen Westcott : Mme Jane Trask
- Bette Davis (VF : Lita Recio) : Marie Hoke
- Nestor Paiva (non crédité) : Maître-d'hôtel